# Francisco Lema "Fosforito"
Francisco Lema Ullet (Cádiz, 1869-Madrid, 1940) fue un cantaor flamenco español, conocido artísticamente como Fosforito o Fosforito el Viejo, sin parentesco con otro cantaor de igual sobrenombre: Antonio Fernández «Fosforito».

## Biografía
El sobrenombre de Fosforito —después «Fosforito el Viejo»— le vino por su altura y extrema delgadez. Actuó, casi siempre con Antonio Chacón, en los principales cafés cantantes de su tiempo. Discípulo del Enrique Jiménez «el Mellizo» (1825-1903), comenzó a cantar a los catorce años en el Café del Palenque de Jerez de la Frontera. Después de afirmarse como cantaor por toda Andalucía llegó a Madrid en 1891, donde tuvo su momento de mayor esplendor. 
En sus mejores años era casi tan popular como Chacón, con quien se estableció una gran rivalidad cuando uno trabajaba en el Café de Silverio y otro en el del Burrero, hasta el punto de que las empresas de los mismos tuvieron que acordar sus horarios para que el público de un local pudiera trasladarse al otro y tener así oportunidad de escuchar a los dos cantaores la misma noche.
A mediados de los años 1920 dejó de cantar, muriendo en la mayor pobreza en una pensión de la calle madrileña Mesón de Paredes, en los primeros años cuarenta.
Destacó por siguiriyas y alcanzó notables éxitos con sus interpretaciones de malagueñas.